# Gustave (cocodrilo)
Gustave es un cocodrilo del Nilo gigante que vive en Burundi. El interés mediático que despertó hizo que turistas y viajeros llegaran al país para intentar avistarlo. Con una longitud de más de seis metros y un peso de aproximadamente una tonelada, es el cocodrilo más grande conocido de África. En el sureste de Asia y en el norte de Oceanía existen cocodrilos marinos (Crocodylus porosus) que pueden sobrepasar de forma excepcional esa medida. En el este de la India el Libro Guinness de los récords ha confirmado la existencia de un individuo de 7 m. Sin embargo, Gustave podría ser el mayor cocodrilo del Nilo jamás encontrado. 
El nombre Gustave se lo puso Patrice Faye, quien junto a un equipo documental intentó capturar al reptil en 2002 usando una trampa enorme, pero el cocodrilo no sólo la evadió, sino que también pareció mofarse del equipo. El intento infortunado fue detallado en un documental titulado Capturing the Killer Croc (Capturando el cocodrilo asesino), que fue emitido en PBS en mayo de 2004.
Gustave es un devorador de hombres famoso, del que se rumoreaba que había matado hasta 500 víctimas en las orillas del río Ruzizi y la ribera norte del lago Tanganica. En cambio, Patrice Faye, un cazador y naturalista autodidacta francés residente en Burundi que lo había estado siguiendo durante los últimos 20 años, hizo una estimación más realista de 60 víctimas, lo que aun así le convertiría en un caso fuera de lo común. En cualquier caso, Gustave ha logrado un estatus casi mítico y es temido por la gente en la región.

## Descripción
Como Gustave nunca ha sido capturado, se desconoce su longitud y peso exactos, pero en 2002 se afirmó que podía medir "más de 18 pies (5,5 m)" de largo y pesar más de 2000 libras (910 kg). Se estima que tiene alrededor de 100 años para lograr un tamaño tan sobresaliente; sin embargo, una observación más cuidadosa de Gustave reveló un juego completo de dientes cuando abrió la boca. Dado que un cocodrilo de cien años "debería estar casi sin dientes" (según el documental), se estimó que "probablemente no tenga más de 60 años y que probablemente siga creciendo".
Basándose en su tamaño, se estima que Gustave tiene al menos 65 años, pero algunas fuentes le calculan más de cien. Después de unos años, se lo volvió a ver en febrero de 2008 por fuentes de la National Geographic Society.
Gustave también es reconocible por las tres cicatrices de bala en su cuerpo, debidas a disparos de soldados y cazadores furtivos. También se descubrió que su omóplato derecho estaba profundamente herido. Se desconocen las circunstancias que rodearon las cuatro cicatrices. Los científicos y herpetólogos que estudiaron a Gustave afirman que su tamaño y peso poco comunes impedían su capacidad de cazar presas ágiles y habituales de la especie como peces, antílopes y cebras, obligándolo a atacar animales más grandes como hipopótamos, ñus grandes y, en algunos casos, por extensión, humanos. Según una advertencia local popular, se dice que caza y deja los cadáveres de sus víctimas sin comer. El documental también afirmaba que, dado que los cocodrilos pueden pasar varios meses sin comer, Gustave podía darse el lujo de seleccionar a su presa con cuidado. 
En 2009, Gustave reapareció en el Río Ruzizi, cerca del Lago Tanganica.

## Intento de captura
En Capturing the Killer Croc, Patrice Faye y otros científicos intentaron capturar a Gustave. Según la película, Patrice realizó dos años de investigaciones antes del intento. Patrice y su equipo recibieron un período de dos meses para su intento de captura; a partir de entonces, un cambio de gobierno correría el riesgo de hundir al país en una guerra civil. Primero, se desarrolló una jaula trampa que pesaba una tonelada y medía casi 9 metros (30 pies) de longitud. Luego, el equipo localizó a Gustave e instaló la trampa, colocando también una cámara infrarroja oculta en su interior. Se utilizaron varios tipos de cebo, pero ninguno atrajo a Gustave ni a ninguna otra criatura. Luego, los científicos instalaron tres trampas gigantes en bancos fluviales estratégicos para aumentar sus posibilidades de captura; aunque las trampas atraparon cocodrilos más pequeños, Gustave las pudo evadir.
En la última semana antes de verse obligados a abandonar el país, el equipo colocó una cabra viva en la jaula. No pasó nada hasta que una noche la cámara falló debido al clima tormentoso. A la mañana siguiente, la jaula se encontró parcialmente sumergida y la cabra había desaparecido. El equipo especuló que las aguas en ascenso ayudaron a la cabra a escapar, o que la jaula había fallado, pero debido a la ausencia de una cámara de grabación no se pudo llegar a ninguna conclusión.

## Muerte
Según los informes, Gustave fue avistado en junio de 2015. Un residente afirmó que Gustave arrastró un búfalo adulto en la orilla del río.
En 2019, el periodista Nicky Dunnington-Jefferson de la revista Travel Africa Magazine, informó que Patrice Faye ya no estaba en el país y Gustave había sido abatido. Había cruzado el lago Tanganica hacia el sur, alcanzando las orillas de Zambia. Allí no tenían el temor ni respeto de los burundeses hacia él y en cuanto fue avistado, lo tirotearon. (MT)A Gustavo le bautizó el francés Patrice Faye, que llegó a Burundi en la última década del siglo XX. Intentó matarlo durante años, pero no lo logró. «Es un animal prehistórico, muy, muy gordo» , le dijo Faye en 2010 al programa Outlook, de la BBC. «En el agua se asemeja a un hipopótamo. Todavía tiene todos sus dientes lo que sugiere que tiene unos 68 años».
Faye dice que cuando él hizo su investigación, Gustave devoró a 17 personas en un período de tres meses. «Calculé que si estuvo matando gente durante 20 años podría haberse comido a más de 300 personas», explicó.
Al hablar de las víctimas de Gustave se citan diferentes cifras, desde 60 a 200 o incluso 500, lo que engordó año a año esta historia entre la leyenda y la realidad.

## En la ficción
El animal es la base de la película Primeval (2007, originalmente titulada Gustave), que trata de un equipo de noticias enviado a Burundi para capturar una versión muy exagerada de Gustave.